# Joan Caball i Subirana
Joan Caball i Subirana (Santa Llogaia d'Àlguema, Alt Empordà, 1964) és un pagès català. Fou el Coordinador nacional del sindicat agrari Unió de Pagesos de Catalunya entre el 25 de març del 2000 i el 9 de febrer del 2025. També, fou regidor de l'Ajuntament de Vilamalla i alcalde de 1997 a 1999.
Membre de la Comissió Permanent Nacional d'Unió de Pagesos des de 1989, va ser elegit Coordinador Nacional pel Consell Nacional l'any 2000 i reelegit, per darrera vegada, el 2016.
Actualment viu a Vilamalla (Alt Empordà), on treballa a l'explotació familiar dedicada bàsicament al conreu de cereals, farratges i boví de llet.
L'any 2025 va rebre la Creu de Sant Jordi atorgada per la Generalitat de Catalunya com a reconeixement a la seva tasca.